# يوسف الفندلاوي
يوسف الفندلاوي أبو الحجاج، اسمه يوسف بن دوناس المغربي الفندلاوي المالكي، خطيب بانياس، ثم مدرس المالكية بدمشق روى الموطأ بنزول. روى عنه ابن عساكر، وقال: كان حسن المفاكهة، حلو المحاضرة، شديد التعصب لمذهب أهل السنة، كريما، مطرحا للتكلف، قوي القلب، سمعت أبا تراب بن قيس يذكر أنه كان يعتقد اعتقاد الحشوية، ويبغض الفندلاوي لرده عليهم، وأنه خرج إلى الحج، وأسر، وألقي في جب، وغطي بصخرة، وبقي كذلك مدة يلقي إليه ما يأكل، وأنه أحس ليلة بحس يقول: ناولني يدك. فناوله، فأخرجه. قال: فإذا هو الفندلاوي، فقال: تب مما كنت عليه. فتاب، وكان يخطب ليلة الختم في رمضان رجل في حلقة الفندلاوي وعنده أبو الحسن بن المسلم الفقيه، فرماهم واحد بحجر، فلم يعرف، فقال الفندلاوي: اللهم اقطع يده. فما مضى إلا يسير حتى أخذ خضير من حلقة الحنابلة، ووجد في صندوقه مفاتيح كثيرة للسرقة، فأمر شمس الملوك بقطع يديه، فمات من قطعهما.
استشهد الفندلاوي وزاهد دمشق عبد الرحمن الحلحولي يوم السبت في ربيع الأول سنة ثلاث وأربعين وخمسمائة بالنيرب في حرب الفرنج ومنازلتهم دمشق فقبر الفندلاوي بظاهر باب الصغير، وقبر الحلحولي بالجبل - رحمهما الله.

## قال عنه المؤرخشوقي أبو خليل
الفقيه يوسف الفندلاوي كان شيخا زاهدا عابدا، خرج من دمشق للجهاد ضد الصليبيين، فرآه الأمير معين الدين أنر فقال له: ياشيخ أنت معذور، ونحن نكفيك، وليس بك قوّة على القتال، فردّ الشيخ المسن قائلاً: قد بعت واشترى، فلا نقيله ولا نستقيله يعني قول الله: ﴿إِنَّ اللَّهَ اشْتَرَى مِنَ الْمُؤْمِنِينَ أَنْفُسَهُمْ وَأَمْوَالَهُمْ بِأَنَّ لَهُمُ الْجَنَّةَ﴾ [التوبة:111]، وتقدّم فقاتل الفرنج حتى قتل شهيداً.

## أهم مؤلفاته
1. تهذيب المسالك في نصرة مذهب مالك.

## أهمية متن الكتاب
أولا: نص في الفقه الذي لا تقوم الأمة الإسلامية حق القيام إلا به، ولا تتأسس حضارتها، وعمرانها إلا عليه وفي ظله، ولا يصح لأي فرد منها أن يقدم على تصرف حتى يعلم حكم الله فيه منه، لأنه وحده القانون المنظم لحياة المسلم وتصرفاته، والمتكفل الأجدر بإيجاد التشريع المناسب، والحل الملائم، لكل ما يستجد من تطورات وأحداث في حياته.
وثانيا: نص في الخلاف العالي الذي لا تتقرر الأحكام فيه في الغالب مجردة عن أدلتها، ولا مفصولة عن عللها، ولا منظورا إليها من زاوية نظر واحدة، وإنما تتقرر في سياق الأدلة، ومقاصد التشريع، ومن خلال أنظار، ومناهج تشريعية، يمنح تنوعها وتعددها من القدرة على الفهم السليم، والاستنباط الصحيح، ما يجعل الناظر فيها أقرب إلى ولوج باب الاجتهاد.
وثالثا: نص يتناول بالتحليل الفقهي المقارن 347 مسألة خلافية في أحكام العبادات والمعاملات، التي الناس في أمس الحاجة إلى معرفتها اليوم.
ورابعا: نص ينصر المذهب المالكي بالأدلة والاستدلال، فليس فيه منتهى الحجة أن يقال هذا الذي استظهره، أو شهره، أو نصه فلان، وإنما ما ثبت وصح من ذلك بالحجة والبرهان، ومعلوم أن العلم عنده أهله، هو معرفة الحق بدليله، وكل ما لم يثبت بدليل، فليس من العلم بسبيل.
خامسا: نص يشتمل على مئات القواعد الفقهية والأصولية التي قد يعز وجودها في أمهات الكتب غيره، ولا غرابة في هذا، فإن للشريعة كما قال الإمام القرافي: "قواعد كثيرة جدا عند أئمة الفتوى، والفقهاء، لا توجد في كتب أصول الفقه أصلا" (الفروق: 2/ 110) ومعلوم أنه بمعرفة هذه القواعد، يعرف قدر الفقيه ويشرف، ويظهر رونق الفقه ويعرف وتتضح مناهج الفتوى وتكشف".
وسادسا: نص مالكي تراثي قديم نادر فذ، لا يعرف من نسخه إلا نسخة واحدة محفوظة في الخزانة الحمزية بناحية الرشيدية، جنوب المغرب، ولا يعرف لمالكية المغرب غيره في موضوعه ومنهجه ومستواه فيما انتهى إلي علمه، والله وأعلم.

## أهمية منهج تأليفه
وتتجلى هذه الأهمية في:
1. دقة وصرامة تنظيمه في عرض المسائل، وسوق الأدلة، ومحاجة المخالفين، بحيث يسلك مؤلفه في ذلك كله منهجا محددا واضحا مطردا، لا يكاد يحيد عنه من أول الكتاب إلى آخره.
2. إنصاف المخالفين بعرض أقوالهم، وأدلتهم، كما هي مقررة عندهم كاملة واضحة مفصلة، مع بيان الاستدلال بها، ومحل الشاهد منها، والإقرار بصحتها إن لزم الأمر، ومناقشتهم مناقشة علمية نزيهة، لا تكاد تحس فيها أثر تعصب أو حب غلاب.
3. ربطه أحكام المسائل بأدلتها من الكتاب والسنة والإجماع والقياس وغيرها من الأدلة المعتبرة.
4. اختصاره في القول مع الوفاء بالمراد، فلا يطيل إطالة القاضي ابن القصار في: «عيون الأدلة»، ولا يوجز إيجاز القاضي عبد الوهّاب في: «الإشراف»، وإنما هو وسط بين ذلك، مع اشتماله على خير ما هنالك.
5. يسر عبارته، ودقة تعبيره، ووضوح استدلالاته، واعتراضاته، ونقوضه في الغالب الأعم.

## أهمية مؤلفه الإمام الفندلاوي
وتتجلى هذه الأهمية في:
أولا: في قدرته العلمية العالية التي أهلته للتأليف في الخلاف العالي الذي لا يقدم على التأليف فيه إلا أكابر العلماء وجهابذتهم، بل وإلى وضع منهج متفرد فيه، لم يسبق إليه، كما أشار إلى ذلك في مقدمة كتابه.
ثانيا: في وقوفه الصلب في وجه الباطنية المخربين، المدعين اختصاص أئمتهم بدرك أسرار الدين، ودحض مزاعمهم، وكشف أباطيلهم، وتحذير الناس من موالاتهم، وإصداره فتوى خاصة بهم.